# Hemioplisis moneta
Hemioplisis moneta är en fjärilsart som beskrevs av Druce 1892. Hemioplisis moneta ingår i släktet Hemioplisis och familjen mätare. Inga underarter finns listade i Catalogue of Life.